# Rezydencja Piękna Nova w Warszawie
Rezydencja Piękna Nova – apartamentowiec w Śródmieściu Południowym w Warszawie, który stanowi połączenie kamienicy stylizowanej na XIX-wieczną architekturę z nowoczesną zabudową. Powstał w latach 2008-2010 według projektu pracowni Andrzeja Bulandy i Włodzimierza Muchy.

## Historia
Niegdyś w miejscu dzisiejszego apartamentowca znajdował się pałacyk będący siedzibą Ambasady Niemiec. W 1939 w wyniku bombardowania Warszawy w czasie II wojny światowej przez Luftwaffe budynek spłonął, a po wojnie go zburzono. Wycięto też drzewa. W okresie powojennym działka stanowiła zaplecze kamieniarskie budowy pobliskiej Marszałkowskiej Dzielnicy Mieszkaniowej. Później pojawiła się także koncepcja usytuowania na tym terenie nowego obiektu Biblioteki Publicznej m.st. Warszawy, ale z powodu transformacji ustrojowej w Polsce w latach 90. działka trafiła w ręce prywatne. Do 2008 działka pozostawała niezabudowana, pełniąc funkcję parkingu przy budynku Telekomunikacji Polskiej.
W 2006 firma Magnus Group zdecydowała się zainwestować w działkę na budowę apartamentowca i wybrała w konkursie architektonicznym projekt pracowni Bulanda Mucha Architekci. Projekt objął luksusowy budynek mieszkalny, który klasyczną estetyką i bogatym detalem odwoływać się będzie do modelu kamienicy typowego dla centrów europejskich miast. Jak stwierdzili architekci, głównym problemem w tym założeniu było „zderzenie wyobrażeń o klimacie istniejących wnętrz historycznych z realiami współczesnej technologii, estetyki i ekonomii”. Autorzy obiektu uwzględnić musieli również uwarunkowania przestrzenne i formalno-prawne wynikające z zapisów miejscowego planu zagospodarowania. W rezultacie zaprojektowali apartamentowiec, który – jak oznajmili – charakteryzuje się „niejednorodną, świadomie skontrastowaną estetyką służącą wzbogaceniu odbioru, ale i ukryciu jego ponadnormatywnej skali”.
Prace nad budynkiem trwały w czasie „boomu inwestycyjnego”, jednak realizacja przypadła na okres kryzysu, dlatego architekci uprościli konstrukcję i zrezygnowali z pewnych detali. Ukończenie w tym samym czasie I etapu rozbudowy Biblioteki Publicznej m.st. Warszawy (rozbudowa magazynu) dało możliwość na kompozycyjne zamknięcie tego fragmentu ulicy Pięknej.
Budynek „zagrał” jedną z głównych ról w komedii Juliusza Machulskiego „Ambassada”.

## Architektura
Budynek przy ul. Pięknej 15 stanowią dwie części różniące się wysokością i całkowicie pod względem estetycznym. Granicę między nimi określa uskok w linii zabudowy. Niższa, pięciopiętrowa zgodnie z zamysłem projektowym ma budzić skojarzenia z warszawskimi kamienicami – otynkowana na biało, z boniowanym parterem, balkonami osłoniętymi kutymi balustradami i uskrzydloną rzeźbą na dachu. Jest dopełnieniem jednorodnego bloku zwartej XIX-wiecznej zabudowy pierzejowej.
Wyższa o kondygnację druga część ma charakter współczesnej architektury. Elewacja kreowana jest przez rzędy rozciągniętych na wysokość całej kondygnacji okien przesłonięta jest kratownicą z piaskowca. Wewnątrz działki budynek podzielony jest na dwa skrzydła, pomiędzy którymi znajduje się patio z roślinnością.
W budynku znajduje się 76 mieszkań o metrażach od 45 do 170 m². Pod nim znajduje się dwukondygnacyjny parking.

## Odbiór
Apartamentowiec określany jako powstały „na granicy sprzeczności”, ale zgodnie z ideą: „pamięć o historii miejsca i jego współczesne oblicze”. Opisywany również jako kontrowersyjny, jednakże wyznaczający nowe trendy w architekturze. W czerwcu 2011 znalazł się w rankingu Top 10 apartamentowców w Warszawie sporządzonym przez portal „Bryła.pl”.

## Autorzy
- Autorzy: Bulanda Mucha Architekci – architekci: Andrzej Bulanda, Włodzimierz Mucha, Jacek Chyrosz
- Współpraca autorska: Iga Konowalska, Dorota Sekulska, Tomasz Duszczyk, Ilona Bitel, Aneta Wardzińska, Daniel Szulowski,
- Architektura wnętrz: Bulanda Mucha Architekci – architekci: Andrzej Bulanda, Włodzimierz Mucha, Jacek Chyrosz, Iga Konowalska, Dorota Sekulska; współpraca: Agnieszka Badowska

## Nagrody i wyróżnienia
- Nominacja do Nagrody Roku SARP 2010[6]
- Nagroda „Złote Wiertło” w kategorii budownictwo komercyjne w XVI edycji konkursu Platynowe Wiertło (2012)[7]